# Salto de esqui na Universíada de Inverno de 2013
As competições de salto de esqui na Universíada de Inverno de 2013 foi disputadas no Trampolino dal Ben em Predazzo, na Itália entre 12 e 20 de dezembro de 2013.

## Calendário
| Salto de esqui   | Dezembro  | Dezembro  | Dezembro  | Dezembro  | Dezembro  | Dezembro  | Dezembro  | Dezembro  | Dezembro  | Dezembro  | Dezembro  | Dezembro  |
| Salto de esqui   | 10        | 11        | 12        | 13        | 14        | 15        | 16        | 17        | 18        | 19        | 20        | 21        |
| Masculino        | Masculino | Masculino | Masculino | Masculino | Masculino | Masculino | Masculino | Masculino | Masculino | Masculino | Masculino | Masculino |
| ---------------- | --------- | --------- | --------- | --------- | --------- | --------- | --------- | --------- | --------- | --------- | --------- | --------- |
| Individual K90M  |           |           |           |           | 1         |           |           |           |           |           |           |           |
| Individual K120M |           |           |           |           |           |           |           |           |           |           | 1         |           |
| Equipe K120M     |           |           |           |           |           |           |           |           | 1         |           |           |           |
| Feminino         |           |           |           |           |           |           |           |           |           |           |           |           |
| Individual K90M  |           |           |           |           | 1         |           |           |           |           |           |           |           |
| Misto            |           |           |           |           |           |           |           |           |           |           |           |           |
| Equipe           |           |           |           |           |           |           |           | 1         |           |           |           |           |

|  | Treino não oficial |  | Treino oficial |  | Dia de competição |  | Dia de final |

## Medalhistas
| Evento           | Ouro                                                                | Ouro      | Prata                                                            | Prata     | Bronze                                                    | Bronze    |
| Masculino        | Masculino                                                           | Masculino | Masculino                                                        | Masculino | Masculino                                                 | Masculino |
| ---------------- | ------------------------------------------------------------------- | --------- | ---------------------------------------------------------------- | --------- | --------------------------------------------------------- | --------- |
| Individual K90M  | FIN Sami Niemi                                                      | 270.3     | POL Krzysztof Biegun                                             | 267.2     | RUS Mikhail Maksimochkin                                  | 265.8     |
| Individual K120M | POL Krzysztof Biegun                                                | 278.6     | FIN Sami Niemi                                                   | 267.4     | JPN Junshiro Kobayashi                                    | 259.2     |
| Equipe K120M     | POL Polônia Aleksander Zniszczoł Bartłomiej Kłusek Krzysztof Biegun | 755.5     | RUS Rússia Roman Trofimov Alexander Sardyko Mikhail Maksimochkin | 727.7     | AUT Áustria Daniel Huber David Unterberger Clemens Aigner | 721.9     |
| Feminino         |                                                                     |           |                                                                  |           |                                                           |           |
| Individual K90M  | SLO Katja Požun                                                     | 261.0     | CZE Michaela Doleželová                                          | 250.5     | RUS Irina Avvakumova                                      | 245.3     |
| Misto            |                                                                     |           |                                                                  |           |                                                           |           |
| Equipe           | RUS Rússia Irina Avvakumova Mikhail Maksimochkin                    | 508.1     | FIN Finlândia Julia Kykkänen Sami Niemi                          | 505.1     | SLO Eslovênia Katja Požun Mitja Mežnar                    | 500.6     |

## Quadro de medalhas
| Ordem | País          | Medalha de ouro | Medalha de prata | Medalha de bronze |    |
| ----- | ------------- | --------------- | ---------------- | ----------------- | -- |
| 1     | POL Polônia   | 2               | 1                |                   | 3  |
| 2     | FIN Finlândia | 1               | 2                |                   | 3  |
| 3     | RUS Rússia    | 1               | 1                | 2                 | 4  |
| 4     | SLO Eslovênia | 1               |                  | 1                 | 2  |
| 5     | CZE Chéquia   |                 | 1                |                   | 1  |
| 6     | AUT Áustria   |                 |                  | 1                 | 1  |
|       | JPN Japão     |                 |                  | 1                 | 1  |
| TOTAL | TOTAL         | 5               | 5                | 5                 | 15 |